# Murano

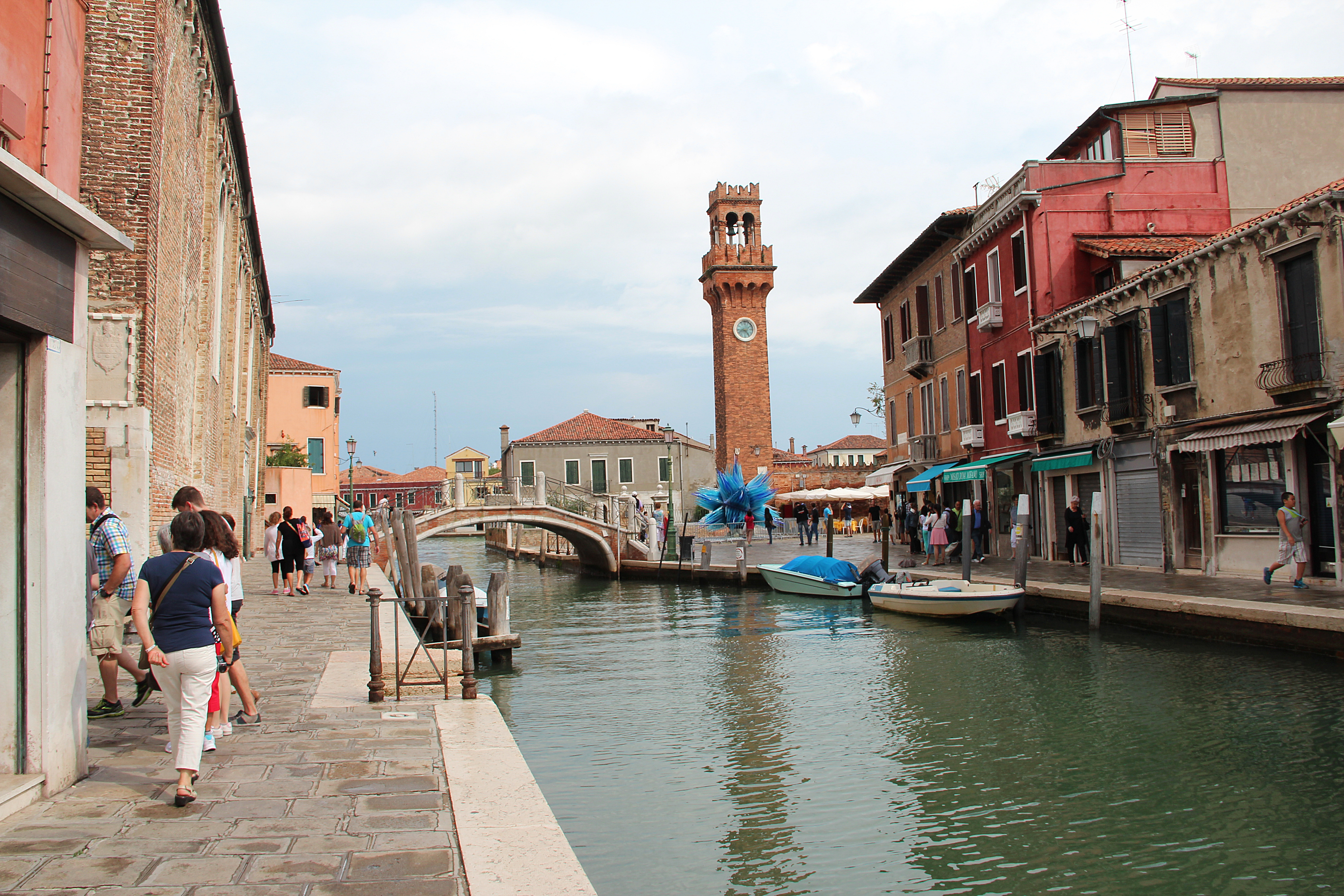
Fondamenta dei Vetrai, Rio dei Vetrai, Campo Santo Stefano en de Torre Merlata in Murano.

Murano is een verzameling van door bruggen aan elkaar verbonden eilandjes in de Lagune van Venetië in Italië. Net als Venetië wordt Murano echter meestal beschreven als ware het een enkel eiland. Murano ligt ongeveer 1,5 kilometer ten noorden van Venetië. Het is beroemd om zijn glaswerk. Er wonen ongeveer 6000 mensen.

## Geschiedenis
Murano werd al bewoond door de Oude Romeinen. Vanaf de zesde eeuw werd het bewoond door mensen uit Altino en Oderzo. Oorspronkelijk was Murano een welvarende vissershaven, waar ook zout werd geproduceerd. Het was ook een handelscentrum, omdat het via zijn haven controle had over Sant'Erasmo.
Vanaf de elfde eeuw nam de welvaart in Murano af, doordat de bewoners verhuisden naar Dorsoduro. De stad had oorspronkelijk een eigen hoge raad, zoals Venetië, maar vanaf de dertiende eeuw werd Murano bestuurd door een podestà uit Venetië. Niettemin had Murano eigen munten.
In de vijftiende eeuw werd Murano populair als vakantieoord voor de Venetianen, en werden er paleizen gebouwd, maar later nam dit in omvang af. Het landelijk deel van het eiland was bekend om zijn boomgaarden en moestuinen tot de negentiende eeuw, toen er steeds meer woningen werden gebouwd.
Momenteel is het toerisme een belangrijke bron van inkomsten. Murano is met de vaporetto bereikbaar van Venetië. 
Aan de noordkant van het eiland werd een sacca aangelegd: de Sacca della Misericordia. Het is een kunstmatige landtong die een haven omgeeft.

## Murano en glas
In 1291 werden alle glasblazers uit Venetië gedwongen om te verhuizen naar Murano, vanwege het brandrisico. Ook werd wel gezegd dat het de bedoeling was de geheimen van het glasblazen op die manier beter te beveiligen. Op straffe des doods was het glasblazers verboden om hun kunst door te vertellen; deze mensen leefden als gevangenen op het eiland. Murano werd beroemd om het glaswerk en ook om de spiegels. Ook werd op Murano het Aventurijnglas uitgevonden. Later werd het eiland beroemd om zijn kandelaars. In de achttiende eeuw nam de industrie af, doordat de glaskunst in Bohemen opkwam. Maar ook aan het begin van de eenentwintigste eeuw is glas nog de belangrijkste industrie op Murano.

## Musea
- Museo Vetrario is een glasmuseum. Het museum is in het Palazzo Giustinian gevestigd.